# 80 f.Kr.

## Händelser

### Efter plats

#### Romerska republiken
- Demokratiska rebeller under Quintus Sertorius besegrar den romerska styrkorna under Lucius Fulfidias i slaget vid Baetis i Spanien, vilket inleder det sertoriska kriget, varvid Quintus Metellus Pius tar över befälet å Sullas vägnar.

#### Egypten
- Ptolemaios XII efterträder Ptolemaios XI som farao av Egypten.
- Alexandria hamnar under romersk jurisdiktion.

#### Indien
- Skyterna erövrar nordvästra Indien.

### Efter ämne

## Avlidna
- Prinsessan Eyi
- Berenike III
- Lucius Cornelius Chrysogonus
- Ptolemaios XI